# Le Val-d'Esnoms
Le Val-d'Esnoms est une commune française située dans le département de la Haute-Marne, en région Grand Est.

## Géographie

### Localisation
La commune se trouve dans le sud Haute-Marne. Elle regroupe trois anciennes communes : Esnoms-au-Val (le chef-lieu), Châtoillenot et Courcelles-Val-d'Esnoms.

### Hydrographie

#### Réseau hydrographique
La commune est dans le bassin versant de la Saône au sein du bassin Rhône-Méditerranée-Corse. Elle est drainée par la Coulange, le Badin et le Vezin.
La Coulange, d'une longueur de 11 km, prend sa source dans la commune  et se jette  dans le Badin à Isômes, après avoir traversé quatre communes. 

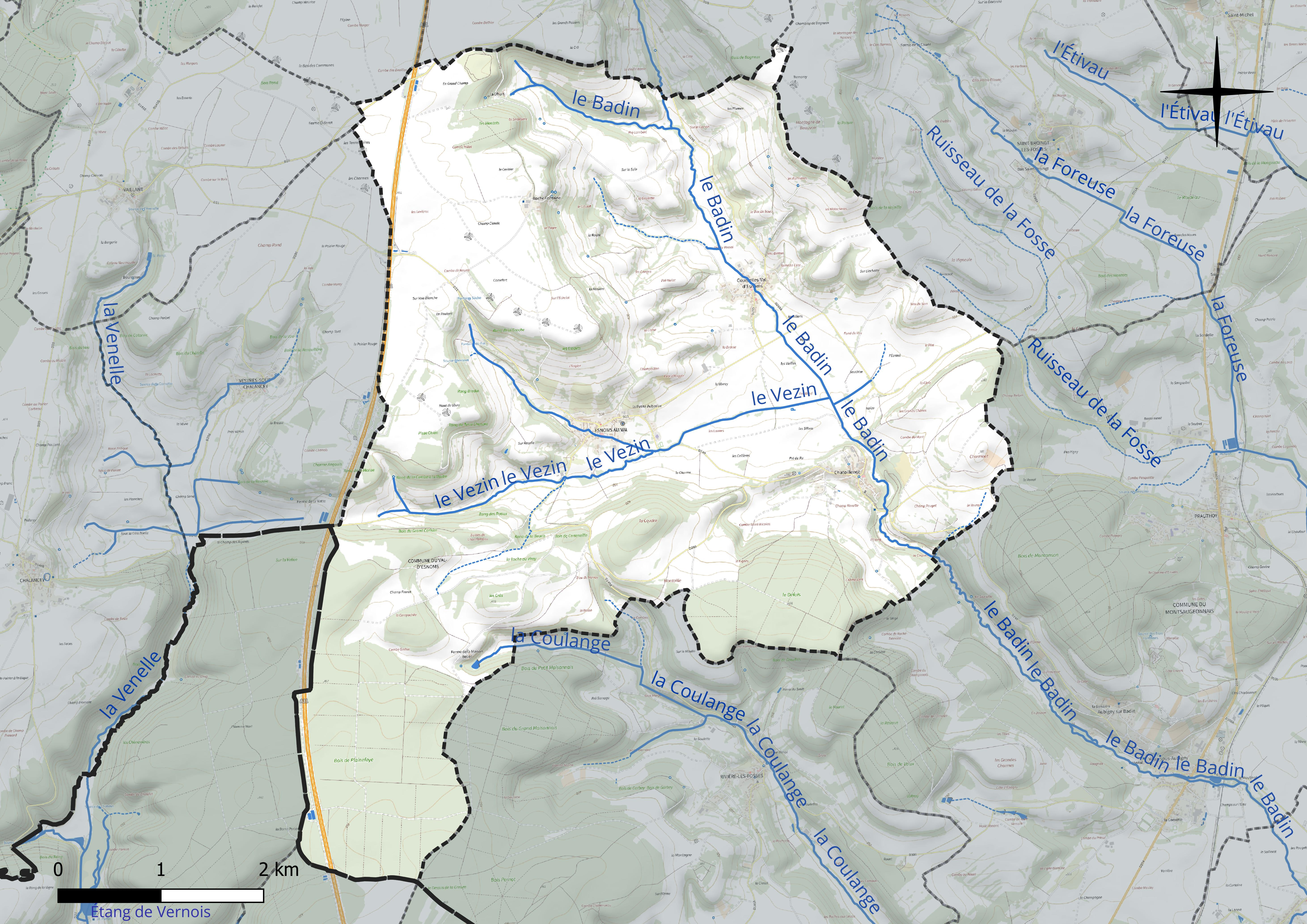
Réseau hydrographique du Val-d'Esnoms.

Le Badin, d'une longueur de 17 km, prend sa source dans la commune  et se jette  dans la Vingeanne à Cusey, après avoir traversé quatre communes. 

#### Gestion et qualité des eaux
Le territoire communal est couvert par le schéma d'aménagement et de gestion des eaux (SAGE) « Tille ». Ce document de planification concerne le territoire du bassin versant de la Tille qui s’étend sur 1 276 km2 et se situe majoritairement dans l'ancienne région Bourgogne et dans le département de Côte-d'Or (7 communes étant localisées dans l'ncienne région Champagne-Ardenne, sur le département de la Haute-Marne). La ressource en eau du bassin est limitée et en déficit hydrique chronique. Il a été approuvé le 3 juillet 2020. La structure porteuse de l'élaboration et de la mise en œuvre est l'EPTB Saône et Doubs - Délégation d'Is-sur-Tille. 
La qualité des cours d’eau peut être consultée sur un site dédié géré par les agences de l’eau et l’Agence française pour la biodiversité. 

### Climat
Pour des articles plus généraux, voir Climat du Grand Est et Climat de la Haute-Marne.
En 2010, le climat de la commune est de type climat des marges montargnardes, selon une étude du Centre national de la recherche scientifique s'appuyant sur une série de données couvrant la période 1971-2000. En 2020, Météo-France publie une typologie des climats de la France métropolitaine dans laquelle la commune est exposée à un climat océanique altéré et est dans la région climatique  Lorraine, plateau de Langres, Morvan, caractérisée par un hiver rude (1,5 °C), des vents modérés et des brouillards fréquents en automne et hiver. 
Pour la période 1971-2000, la température annuelle moyenne est de 10,1 °C, avec une amplitude thermique annuelle de 17,6 °C. Le cumul annuel moyen de précipitations est de 935 mm, avec 13,1 jours de précipitations en janvier et 9 jours en juillet. Pour la période 1991-2020, la température moyenne annuelle observée sur la station météorologique de Météo-France la plus proche, « Auberive_sapc », sur la commune d'Auberive à 16 km à vol d'oiseau, est de 9,7 °C et le cumul annuel moyen de précipitations est de 943,1 mm. 
La température maximale relevée sur cette station est de 39,3 °C, atteinte le 25 juillet 2019 ; la température minimale est de −22,6 °C, atteinte le 20 décembre 2009,,. 
Les paramètres climatiques de la commune ont été estimés pour le milieu du siècle (2041-2070) selon différents scénarios d'émission de gaz à effet de serre à partir des nouvelles projections climatiques de référence DRIAS-2020. Ils sont consultables sur un site dédié publié par Météo-France en novembre 2022.

## Urbanisme

### Typologie
Au 1er janvier 2024, Le Val-d'Esnoms est catégorisée commune rurale à habitat dispersé, selon la nouvelle grille communale de densité à sept niveaux définie par l'Insee en 2022.
Elle est située hors unité urbaine et hors attraction des villes,.

### Occupation des sols
L'occupation des sols de la commune, telle qu'elle ressort de la base de données européenne d’occupation biophysique des sols Corine Land Cover (CLC), est marquée par l'importance des territoires agricoles (67,6 % en 2018), une proportion sensiblement équivalente à celle de 1990 (67,9 %). La répartition détaillée en 2018 est la suivante : 
prairies (35,5 %), terres arables (30,7 %), forêts (29,9 %), zones urbanisées (2,6 %), zones agricoles hétérogènes (1,4 %). L'évolution de l’occupation des sols de la commune et de ses infrastructures peut être observée sur les différentes représentations cartographiques du territoire : la carte de Cassini (XVIIIe siècle), la carte d'état-major (1820-1866) et les cartes ou photos aériennes de l'IGN pour la période actuelle (1950 à aujourd'hui).

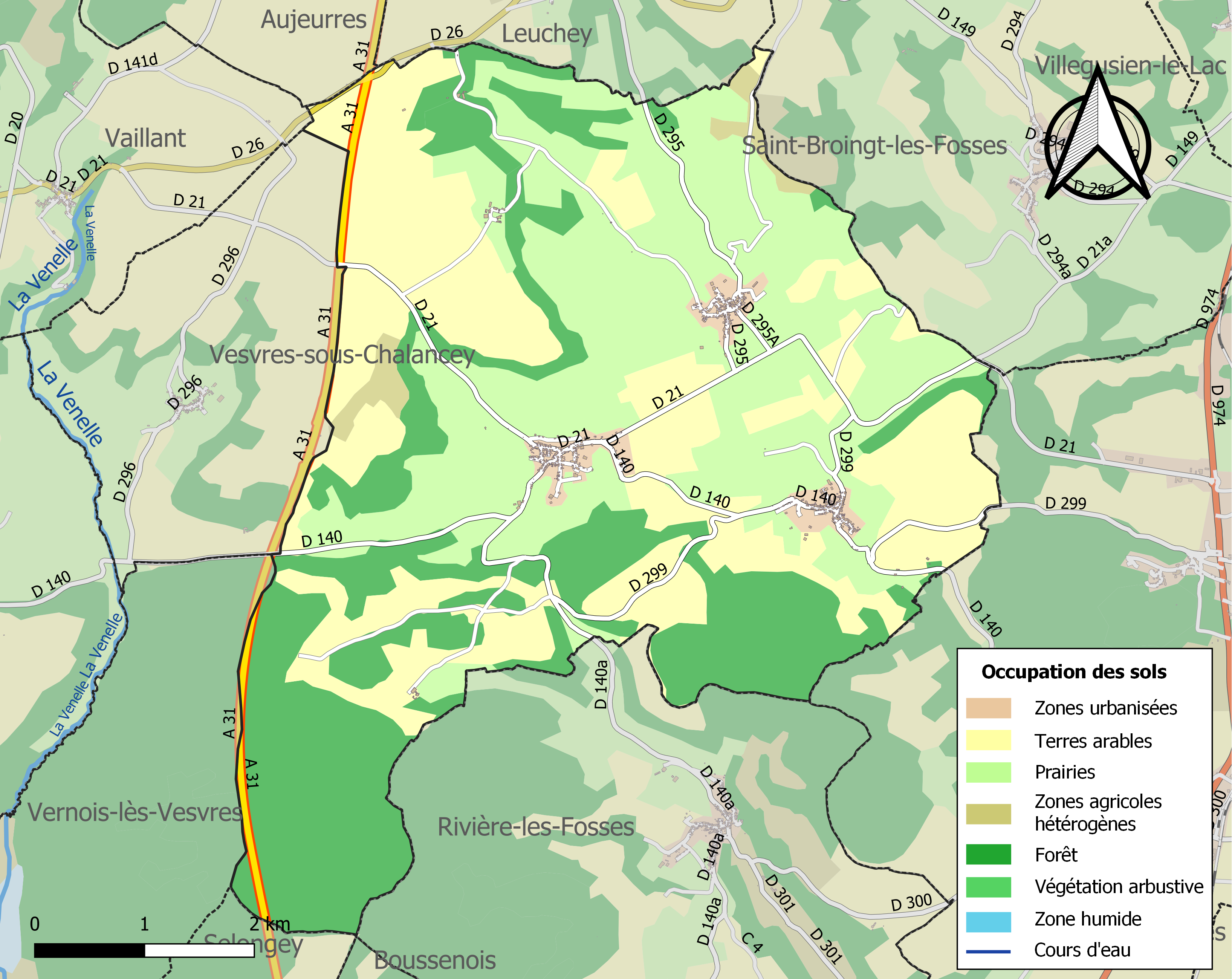
Carte des infrastructures et de l'occupation des sols de la commune en 2018 (CLC).

## Histoire
Commune formée en 1972 avec la fusion des communes d'Esnoms-au-Val, Châtoillenot et de Courcelles-Val-d'Esnoms.

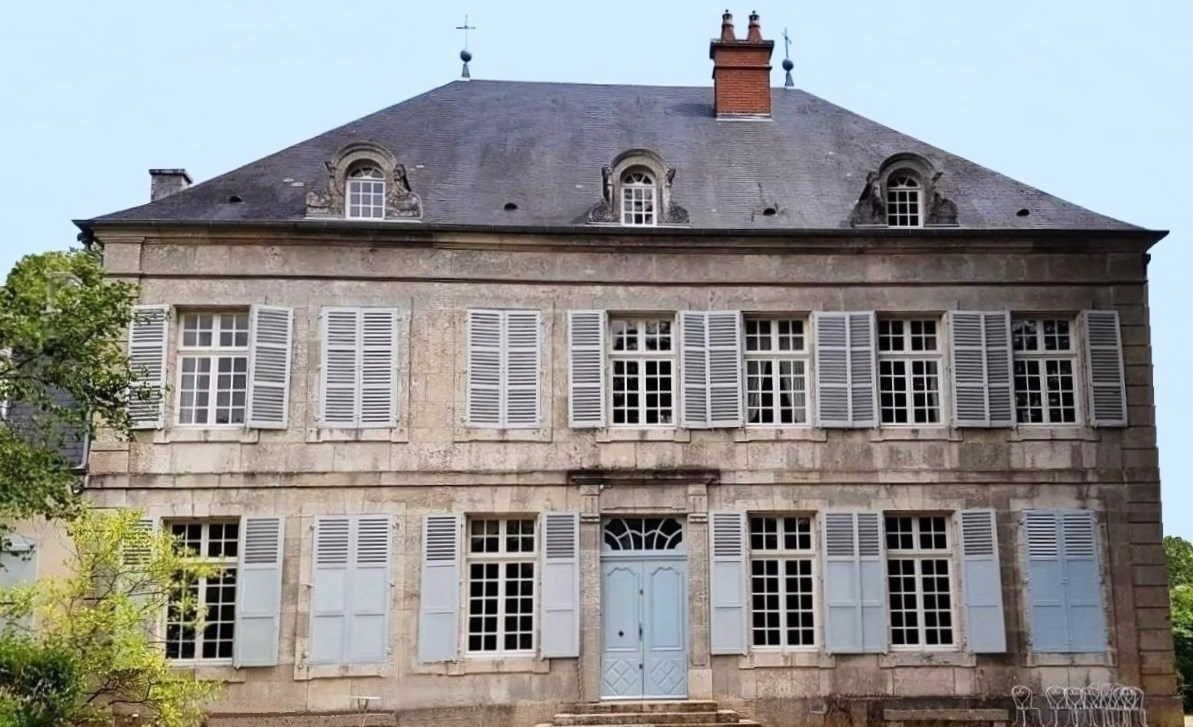
Le château de Châtoillenot

### Châtoillenot
Il existe à Châtoillenot un tumulus protohistorique et un premier château qui existait du XIIe siècle au XVe siècle dont il reste quelques vestiges sur un promontoire qui est séparé du plateau par un profond fossé (comme pour un oppidum); un château classique a été reconstruit à côté au XIXe siècle. L'église Saint-Étienne, dont le chœur date du XIIe siècle, a été restaurée en 1854.

### Courcelles
Courcelles (Corcellae, 1217) est une ancienne paroisse succursale d'Esnoms dont l'église qui est dédiée à saint Michel, avec une chapelle Saint-Antoine, a été reconstruite au XIXe siècle. Les dîmes étaient prélevées par l'évêque de Langres. La paroisse relevait sur le plan spirituel du Doyenné de Grancey et sur le plan fiscal de la généralité de Champagne, élection et bailliage de Langres, mais sa justice ressortissait de la prévôté de Montsaugeon qui était régie par la Coutume de Sens et qui avait un bailli particulier, représenté à Courcelles par un mayer, avec un procureur fiscal et un greffier. Il existait un couvent de carmes dont l'ancienne porte présente sur son fronton l'inscription datée de 1698 : Jesus Hominum Salvator - Domina - Beata Maria - Semper Domini - Anno Domini 1698.
Le territoire de Courcelles comprend au nord les coteaux qui terminent la plateau de Langres avec une exposition méridionale qui donnaient un vin très apprécié. La vigne avait été plantée par les moines cisterciens de l'abbaye d'Auberive dont l'abbé possédait en 1479 une maison rue Oultre-Coste, pour servir de cellier lors des vendanges. La seigneurie qui relevait féodalement du comté de Montsaugeon appartenait à plusieurs seigneurs parmi lesquels on trouve Pierre de Choiseul qui était aussi seigneur de Saint-Broingt en 1499, Philibert Pietrequin qui était aussi seigneur de Prangey, de Chatoillenot et de Vesvres en 1688, et par Henri Leclerc de Courcelles, seigneur de Rançonnières et de Parnot, qui est évoqué en 1770 par Denis Diderot dans Les deux amis de Bourbonne. Élisabeth Leclerc de Courcelles, dame de Courcelles, Parnoy-en-Bassigny, Rançonnières, apporte la seigneurie à Louis Chevalier, noble, conseiller au Parlement de Paris par son mariage à Paris le 26 juillet 1736. Le château de Courcelles, reconstruit à cette époque, a été acheté en 1793 pour 15 000 livres par Jean-Baptiste Godard (1741-1818), maître horloger du roi Louis XV, pour s'y réfugier et y finir ses jours.

### Esnoms
Esnoms, une fausse étymologie donne à son nom écrit au XVIIIe siècle « Val des Nones » pour origine un couvent de religieuses établies dans le vallon; en réalité le toponyme mentionné dès le XIIe siècle dans le cartulaire d'Auberive est Les Nuz en 1195,  Finagium des Nuz en 1198, Les Nonz en 1206, Vallis de as Nunz en 1242, Les Noms en 1464, Esnoms en 1528. Sa seigneurie s'étendait sur les villages de Courcelles et de Chatoillenot. La cure d'Esnoms est une des plus anciennes du Diocèse de Langres, elle était, dans les plus anciens documents et jusqu'en 1789, le siège du doyenné de Grancey, et elle avait comme succursales Courcelles. Son église dédiée à saint Valère a été reconstruite par les évêques de Langres qui étaient, comme comtes de Montsaugeon, les seigneurs supérieurs du Val d'Esnoms.

Esnoms est mentionnée comme paroisse plantée de vignes en 1135 lors de la fondation de l'abbaye d'Auberive par les moines de Clairvaux ; Roger, fils d'autre Roger, seigneur de Chalancey, et Renault de Châtillon, leur donnent les dîmes perçues sur les vignes d'Esnoms. Les moines possédaient à l'entrée du bourg une maison mentionnée en 1227 abritant un pressoir et un cellier au lieu-dit la Petite-Auberive. Sous la Révolution française, la maison des Messieurs d'Auberive a été confisquée aux moines comme bien national et achetée le 8 ventôse de l'an III à un bourgeois, François Battonot, notaire à Esnoms. C'est un bâtiment de cinq travées régulières et deux étages carrés sur cave voutée avec comble à quatre pentes couvert de tuiles plates, le rez-de-chaussée était accessible en milieu de façade par un escalier droit comme les maisons de vignerons. La maison existe toujours. Le chartrier d'Auberive conserve en grande partie les actes relatifs à Esnoms qui indiquent la permanence des toponymes et de certains noms de familles.

Un hôpital est mentionné à Esnoms au XIIIe siècle. 

La paroisse fut entièrement dépeuplée en 1480. Son église, dédiée à saint Valère, a été reconstruite par les évêques de Langres qui étaient seigneurs d'Esnoms jusqu'en 1789.
Les coteaux du Sud de la Haute-Marne, qui s'étendent sur les communes de Montsaugeon, Prauthoy, Courcelles-Val-d'Esnoms, Chatoillenot (XIIIe Castelliniculus), Vaux-sous-Aubigny étaient plantés en vigne depuis le Moyen Âge et donnaient encore en 1836 un vin recherché. Ces vignobles appartenaient aux familles de Langres dont les maires, accompagnés de hallebardiers et de tambours, venaient solennellement publier les bans de vendanges chaque automne. Le phylloxera de 1882 provoqua l'abandon de la culture de la vigne et la disparition des vignerons, mais depuis 1980 des vignes appelées le Muid Montsaugeonnais ont été replantées, conjointement avec le finnage "En Charmont" à Chatoillenot.
Une autre activité était le tissage du lin.

## Héraldique
| Blason de Val-d’esnoms (Le) | Blason  | D'azur plain ; au chef d'argent chargé d'un A senestré d'un pic accolé et posé en fasce, le manche à dextre, le tout de sable. |
| Blason de Val-d’esnoms (Le) | Détails | Le statut officiel du blason reste à déterminer.                                                                               |

## Politique et administration
| Période                                  | Période    | Identité        | Étiquette | Qualité |
| ---------------------------------------- | ---------- | --------------- | --------- | ------- |
| mars 2001                                | avril 2014 | Guy Janaud      |           |         |
| 2013                                     | En cours   | Philippe Rachet | PS        |         |
| Les données manquantes sont à compléter. |            |                 |           |         |

## Population et société

### Démographie

#### Évolution démographique
L'évolution du nombre d'habitants est connue à travers les recensements de la population effectués dans la commune depuis 1793. Pour les communes de moins de 10 000 habitants, une enquête de recensement portant sur toute la population est réalisée tous les cinq ans, les populations de référence des années intermédiaires étant quant à elles estimées par interpolation ou extrapolation. Pour la commune, le premier recensement exhaustif entrant dans le cadre du nouveau dispositif a été réalisé en 2007.

En 2022, la commune comptait 367 habitants, en évolution de −3,93 % par rapport à 2016 (Haute-Marne : −4,62 %, France hors Mayotte : +2,11 %).
| 1793 | 1800 | 1806 | 1821 | 1831 | 1836 | 1841 | 1846 | 1851 |
| ---- | ---- | ---- | ---- | ---- | ---- | ---- | ---- | ---- |
| 565  | 593  | 583  | 551  | 578  | 555  | 535  | 520  | 518  |

| 1856 | 1861 | 1866 | 1872 | 1876 | 1881 | 1886 | 1891 | 1896 |
| ---- | ---- | ---- | ---- | ---- | ---- | ---- | ---- | ---- |
| 461  | 482  | 489  | 448  | 440  | 440  | 421  | 410  | 381  |

| 1901 | 1906 | 1911 | 1921 | 1926 | 1931 | 1936 | 1946 | 1954 |
| ---- | ---- | ---- | ---- | ---- | ---- | ---- | ---- | ---- |
| 342  | 333  | 323  | 280  | 278  | 240  | 240  | 201  | 197  |

| 1962 | 1968 | 1975 | 1982 | 1990 | 1999 | 2006 | 2007 | 2012 |
| ---- | ---- | ---- | ---- | ---- | ---- | ---- | ---- | ---- |
| 171  | 147  | 353  | 315  | 310  | 315  | 365  | 372  | 371  |

| 2017 | 2022 | - | - | - | - | - | - | - |
| ---- | ---- | - | - | - | - | - | - | - |
| 389  | 367  | - | - | - | - | - | - | - |

## Lieux et monuments

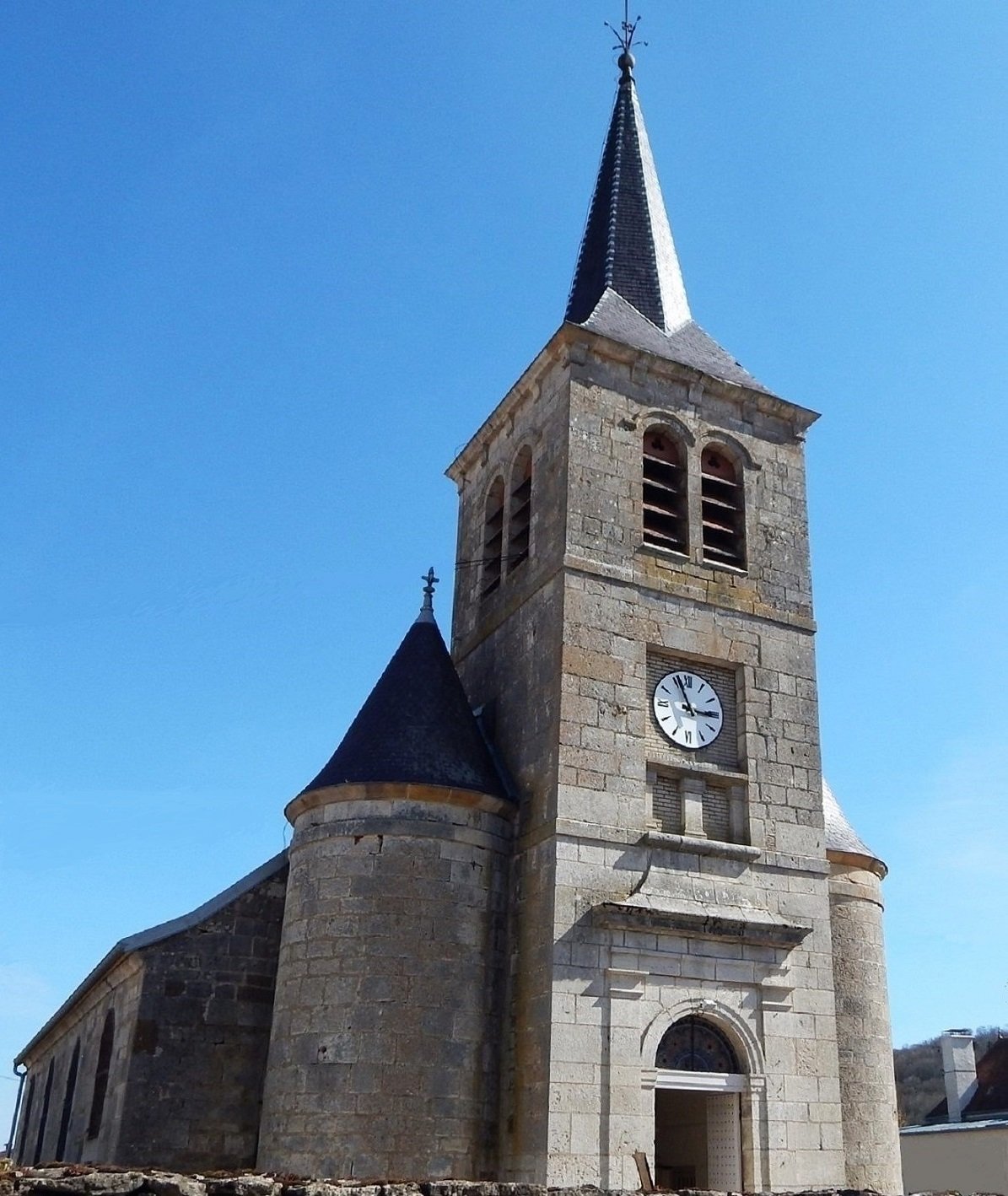
l'église Saint-Vallier

### Monuments religieux
- Église Saint-Étienne de Châtoillenot, chœur du XIIe siècle, restauration en 1854.
- Église Saint-Michel de Courcelles.
- Église Saint-Vallier d'Esnoms, reconstruction, maître-autel et mobilier du XVIIIe siècle.

### Monuments civils
- Château de Châtoillenot de style classique.
- Château de Courcelles, construit par la famille Leclerc de Courcelles, tombé en ruines à la fin du XXe siècle
- Le lavoir Saint Eloi à Chatoillenot
- La villa Girault, édifice remarquable construit en 1835 par Joseph-Philibert Girault de Prangey[24], partiellement en ruines.

### Monuments et sites naturels
La commune borde la forêt de Champberceau qui s'étend sur le département de la Côte-d'Or.
Les rives du Badin et du Cousin (rivières) offrent des promenades agréables.

## Personnalités liées à la commune
- Pierre Bizot de Fonteny (1825-1908), sénateur de la Haute-Marne, fut maire de Chatoillenot de 1896 à son décès.
- Pierre de Choiseul (+1505), chambellan du duc François II de Bretagne, baron de Clefmont, seigneur de Montsaujon, Courcelles, Saint-Broingt en 1499.
- Joseph Cressot (1882-1954), inspecteur général de l'Instruction publique en 1941, auteur du Pain au lièvre (1943), de Jean du bois (1950) et de divers ouvrages pédagogiques comme la Grammaire publiée chez Bourrelier, puis Armand Colin : CP, CE, CM, Fin d'études.
- François Frémyot (Leuchey 1610 - Courcelles 1672), procureur fiscal de la seigneurie. Ses fils et petit-fils François Fremyot (1656-1736) et Nicolas Frémyot (1688-1758) lui succèdent.
- Joseph-Philibert Girault de Prangey (Langres 1804 - Courcelles-Val-d'Esnoms 1892).
- Jean-Baptiste Godard (Chargey-lès-Gray 1742 - Courcelles 1818), maître horloger du roi établi rue Sainte-Avoye à Paris, à la Révolution il se réfugie à Langres et achète le château de Courcelles où il finit ses jours.
- Clermont Gallerande, peintre du milieu de la chasse et du cheval, y est né en 1838.